# Вулиця Академіка Дегтярьова
Ву́лиця Акаде́міка Дегтярьо́ва — зникла вулиця, що існувала в Дніпровському районі (на той час — Дарницькому) міста Києва, місцевість Березняки. Пролягала від вулиці Болотникова до залізниці.

## Історія
Вулиця виникла в 1-й чверті XX століття, мала назву (2-га) Короленка. Назву вулиця Дегтярьова набула 1955 року, з 1958 року назву було уточнено — Академіка Дегтярьова.
Офіційно ліквідована 1971 року у зв'язку зі знесенням старої забудови.